# Psoralea glaucescens
Psoralea glaucescens är en ärtväxtart som beskrevs av Christian Friedrich Frederik Ecklon och Carl Ludwig Philipp Zeyher. Psoralea glaucescens ingår i släktet Psoralea och familjen ärtväxter. Inga underarter finns listade i Catalogue of Life.